# أوبرا الغابة
أوبرا الغابة (بالبولندية: Opera Leśna) (بالألمانية: Waldoper) هي مدرج مفتوح في سوبوت، بولندا، بسعة 5047 مقعدًا، وتستوعب ما يصل إلى 110 موسيقيين.

## التاريخ
تم بناء المدرج في عام 1909، ويستخدم في العديد من الفعاليات والعروض الترفيهية، بما في ذلك عروض الأوبرا ومهرجانات الأغاني.
كانت هناك مبادرة لإعادة تنشيط مهرجان فاغنر الدولي في سوبوت بمناسبة الذكرى المئوية لبناء أوبرا الغابة، في 20 يوليو 2009، تم تأدية أوبرا حجر الراين، من إخراج جان لاثام كونيج، لأول مرة منذ الثلاثينيات.

## وصلات خارجية
- أوبرا الغابة علي الفيس يوك
- وكالة البلطيق الفنية BART
- مطربين سوبوت والدوبر
- سوبوت - مدينتي: تاريخ أوبرا الغابة